# Hemidactylus graniticolus
Espèce
Statut de conservation UICN

 LC  : Préoccupation mineure
Hemidactylus graniticolus est une espèce de geckos de la famille des Gekkonidae.

## Répartition
Cette espèce est endémique d'Inde. Elle se rencontre au Karnataka, au Tamil Nadu et en Andhra Pradesh.

## Description
Hemidactylus graniticolus mesure jusqu'à 110,6 mm, queue non comprise.

## Publication originale
- Agarwal, Giri & Bauer, 2011 : A new cryptic rock-dwelling Hemidactylus (Squamata: Gekkonidae) from south India. Zootaxa, n. 2765, p. 21–37.